# Сальваторе Каммарано
Сальваторе Каммарано (італ. Salvatore Cammarano; нар. 19 березня 1801, Неаполь — пом. 17 липня 1852, Неаполь) — італійський поет, драматург і лібретист.
Виходець з великої неаполітанської театральної сім'ї, написав майже 40 оперних лібрето, включаючи декілька для Гаетано Доніцетті («Лючія ді Ламмермур» (1835), «Роберто Деверо» (1837) і «Поліевкт» (1840), Джузеппе Верді («Альзіра» (1845), «Битва при Ліньяно» (1849), «Луїза Міллер» (1849) і «Трубадур» (1853). Сальваторе Каммарано помер у 1852 році при написанні останнього акту лібрето «Трубадура».